# Georg Bense
Georg Bense (* 8. Dezember 1938 in Köln; † 9. April 2020 in Saarbrücken) war ein deutscher Filmemacher, Autor, Regisseur und Kameramann. Er lebte mit seiner Frau in Saarbrücken und Pleubian (Bretagne).

## Leben
Bense war der Sohn des Philosophen Max Bense. Er wuchs in Jena, Boppard/Rhein und Stuttgart auf. Von 1958 bis 1961 war er verantwortlicher Redakteur der literarischen Studentenzeitschrift „abschnitte“ Stuttgart. Er schrieb Kurzgeschichten und Filmkritiken und absolvierte eine Ausbildung zum Kameraassistenten im „Atelier für Film und Grafik“ Bietigheim. Bense gründete zusammen mit Hansjörg Mayer und Rainer Wössner am Studium Generale der Technischen Hochschule Stuttgart das FAT (Filmarbeitsteam).
Seit 1963 war Bense Autor, Regisseur und Kameramann in Saarbrücken. Er wirkte an zahlreichen Filmen für ARD (Saarländischer Rundfunk) ZDF und arte mit. Seit 2001 war er Mitarbeiter der Saarbrücker Hefte, zeitweise als deren Redakteur. Seit 2003 war er Mitarbeiter der Saarbrücker Zeitung sowie des Kulturmagazins OPUS (Saarbrücken) und LESART Journal für Literatur, Rangsdorf/Berlin.  Bense starb am 9. April 2020 während der COVID-19-Pandemie in Deutschland an den Folgen einer Infektion mit dem Coronavirus.

## Filmografie (Auswahl)
- 1961: Song für Jonny. Musikclip nach Bert Brecht/Kurt Weill
- 1962/1963: Der Fisch fliegt steil. Experimentalfilm nach einem Text von Claus Bremer. Im Rahmen des FAT (Filmarbeitsteam) zusammen mit Hansjörg Mayer und Rainer Wössner, am Studium Generale der Technischen Hochschule Stuttgart.
- 1962/1963: Jetzt ist das Jetzt – Jetzt. Experimentalfilm nach einem Text von Max Bense.[4]; Im Rahmen des FAT (Filmarbeitsteam) zusammen mit Hansjörg Mayer und Rainer Wössner, am Studium Generale der Technischen Hochschule Stuttgart.
- 1962/1963: Der plötzliche Spaziergang. Kurzspielfilm nach einer Erzählung von Franz Kafka. Im Rahmen des FAT (Filmarbeitsteam) zusammen mit Hansjörg Mayer und Rainer Wössner, am Studium Generale der Technischen Hochschule Stuttgart.
- 1962/1963: Der Schritt nach vorne. Kurzspielfilm nach „Die Toten von Spoon River“ von Edgar Lee Masters. Im Rahmen des FAT (Filmarbeitsteam) zusammen mit Hansjörg Mayer und Rainer Wössner, am Studium Generale der Technischen Hochschule Stuttgart.
- 1966: Vom Bauhaus in die Industrie. Portrait Wilhelm Wagenfeld. (Saarländischer Rundfunk)
- 1967: Bordeaux – Notation einer Stadt. Filmessay. (Saarländischer Rundfunk)
- 1968: Mexiko City – Entwurf einer Zukunft. In Zusammenarbeit mit Hans Emmerling. (Saarländischer Rundfunk)
- 1968: Zum Beispiel Guanajuato. Farbfilmessay über die Silberstadt Guanajuato. Text von Hans Emmerling. (Saarländischer Rundfunk)
- 1969: Hinter der Leinwand. Kino zwischen Kunst und Kasse. In der Folge weitere Ausgaben des ARD Kinomagazins. (Saarländischer Rundfunk)
- 1970: Tief unten windet sich die Saar. Filmpermutation in Zusammenarbeit mit Ludwig Harig. (Saarländischer Rundfunk)[5]
- 1971: Merzig – Moskau – Mexiko. Die Lebensgeschichte des Gustav Regler. Kommentartext von Günther Halkenhäuser. (Saarländischer Rundfunk)
- 1971: Gaudi unterm Sternenbanner. Experimenteller Filmbericht über die Reise einer Blaskapelle durch verschiedene Städte der USA. (Saarländischer Rundfunk)
- 1973: Stille Tage in Luxemburg. In Zusammenarbeit mit dem Schriftsteller Roger Manderscheid. (Saarländischer Rundfunk)
- 1973: Jiri Kolar und Prag. In Zusammenarbeit mit Dietrich Mahlow. (Saarländischer Rundfunk)
- 1973: Sprache aus Licht und Zeit. Portrait des Fotografen Robert Häusser. (Saarländischer Rundfunk)
- 1974: Straßburg Innen und Außerhalb. In Zusammenarbeit mit dem Schriftsteller Alfred Kern. (Saarländischer Rundfunk)
- 1974: Lieder zum Nichtmitsingen – Hannes Wader. (Saarländischer Rundfunk)
- 1974: Triptychon mit Claude Simon. Dokumentarfilm in Zusammenarbeit mit Peter Brugger und Claude Simon. (Saarländischer Rundfunk)
- 1977: Lieder zum Nichtmitsingen – Konstantin Wecker. (Saarländischer Rundfunk)
- 1978: Zombis Action ! Oder ein Moralist aus Pittsburgh. Portrait des Filmregisseurs George A. Romero. In Zusammenarbeit mit Hans Peter Kochenrath.(Saarländischer Rundfunk)
- 1980: Der bittere Sieg des Samurai. Portrait Akira Kurozawa. In Zusammenarbeit mit Eva Bense (ZDF)[6]
- 1980: Cowboys der Landstrasse. Truckerfilme in USA. In Zusammenarbeit mit Hans Peter Kochenrath. (ZDF)
- 1980: Weltbilder. Der Maler Hans Dahlem und die Kosmogonie der Vulkane auf Lanzarote. (Saarländischer Rundfunk)
- 1982: Worte aus Steinen. Der Dichter Werner Reinert. (Saarländischer Rundfunk)
- 1982: King Hu. Der chinesische Regisseur aus Hongkong und seine Martial Art Filme. In Zusammenarbeit mit Hans Peter Kochenrath. ZDF.
- 1982: Auf staubiger Spur. Buschpiloten im australischen Outback. (Saarländischer Rundfunk)
- 1983: Tigerkralle schlägt zu. Kung-Fu Filmfabrik in Hongkong. (Saarländischer Rundfunk)
- 1984: Black Out. Die Nachtbilder des Lukas Kramer. (Saarländischer Rundfunk)
- 1984: Auch Japaner können weinen. Portrait des japanischen Regisseurs Yoji Yamada. In Zusammenarbeit mit Eva Bense. (ZDF)
- 1984: Museen der Welt – Das Nationale Palastmuseum in Taipei. In Zusammenarbeit mit Eva Bense. (Saarländischer Rundfunk)
- 1984: Luis Bunuel – Atheist von Gottes Gnaden. In Zusammenarbeit mit Hans Peter Kochenrath. (ZDF)
- 1985: Robert Redford in Sundance. In Zusammenarbeit mit Ron Holloway. (ZDF)
- 1986: Schule des Sehens. 40 Jahre Werkkunstschule Saarbrücken (Saarländischer Rundfunk)
- 1986: Kleint. Portrait des Malers und Lehrers Boris Kleint. (Saarländischer Rundfunk)
- 1987: Die Gitarre bringt die Träume zum Weinen. Der spanische Gitarrist Pepe Romero. (Saarländischer Rundfunk)
- 1987: Die Erben der Gewalt. Der südkoreanische Kinofilm. In Zusammenarbeit mit Eva Bense. (ZDF)
- 1987: Der Kameramann Henri Alekan und sein Film von 1952 „La Sarre plein Feux“. (Saarländischer Rundfunk)
- 1989: Das schnelle Wort. Dokumentarfilm über die Arbeit des Frankreichkorrespondenten der ARD Ulrich Wickert in Paris anlässlich der Feiern zum 200. Jahrestag der Revolution von 1789. (Saarländischer Rundfunk)
- 1990: Ein Haus für Stühle. Frank Gehry und das Vitra Design Museum in Weil/Rhein. (Saarländischer Rundfunk)
- 1990: Frauen in Schwarz. Der lothringische Maler Emile Friant. (Saarländischer Rundfunk)
- 1990: Bilder zum Hören. Die Kunst der Videoclips am Beispiel Robin Gibb. (Saarländischer Rundfunk)
- 1992: Welttheater. Der Kupferstecher Jacques Callot. (Saarländischer Rundfunk). Der Film wurde 1993 in der Kategorie "Kultur" mit dem Deutsch-Französischen Journalistenpreis ausgezeichnet.
- 1994: Lothringen im Licht. Filmessay für einen Themenabend über Lothringen. (Saarländischer Rundfunk/arte)
- 1997: Mont Cenis – Weg nach Canossa. (Saarländischer Rundfunk)
- 1997: Music Cats.  Die Katze in der Musik (Saarländischer Rundfunk)
- 1999: Der lange Weg der Akadier. Dokumentarspielfilm in Zusammenarbeit mit Eva Bense für den gleichnamigen Themenabend. (ZDF/arte)[7]
- 1999: Akkordeon, Akkordeon Musikportrait des Instruments. Mit der Schriftstellerin Annie Proulx. (Saarländischer Rundfunk)
- 2000: Der Chronist von Bangkok. Der thailändische Filmregisseur Prinz Chatri.  (ZDF/arte).
- 2000: Tokyo Kids – Japans Jugend im Rausch der Bilder. In Zusammenarbeit mit Eva Bense. (ZDF/arte)
- 2000: Der Mann der Filme malt. Der kanadische Zeichentrickfilmmacher und Oscar-Preisträger Frédéric Back. (Saarländischer Rundfunk)
- 2002: Das Leben – ein Karussell. Leben und Werk des Regisseurs Max Ophüls. (Saarländischer Rundfunk/arte)
- 2005: Sterben im Reich der Lust. Erotik im Japanischen Film. In Zusammenarbeit mit  Eva Bense. (ZDF/arte)[8]
- 2005: Spuren im Eis. Ein Filmessay über Grönland. (Saarländischer Rundfunk)
- 2006: Das Licht von Skagen. Geschichte der dänischen Malerkolonie von Skagen im 19. Jahrhundert.
- 2007: Repeat Experimentalfilm über den Aktionskünstler Alwin Alles und dem Fotografen Frank Scheidt.
- 2010: Der Monolog der Terry Jo. Schriftfilm nach einem Text von Max Bense

## Sonstige Werke und Veröffentlichungen
- 1997: Brennendes Herz. Drehbuch zum gleichnamigen Kino/Fernsehfilm über das Leben des Schriftstellers Gustav Regler.[9]
- 2001: Tokio Kids. Japans Jugend in Momentaufnahmen. Hörfunk-Feature. (Saarländischer Rundfunk)
- 2004: Winnetous Lieblingslied. Karl May als Komponist. Hörfunk-Feature. (Saarländischer Rundfunk)
- 2011: „Hier herein – Dort hinaus – Max Ophüls in Bewegung“ Beitrag zu dem Buch „Max Ophüls. Das Leben ein Reigen“. Herausgegeben von Kurt Bohr und Michael Beckert.[10]
- 2012: Augenblicke im Netz. Ausstellung von Handy-Fotografien  im Saar-Lor-Lux-Elsass Archiv der Universität des Saarlandes.
- 2014: Der Zwang in meinem Leben oder Triptychon für Gustav Regler. Theaterstück als szenische Lesung vom Staatstheater Saarbrücken uraufgeführt.
- 2014: Stationen des Exils. Fotocollagen zu den Exilstationen Gustav Reglers im Rathaus der Stadt Merzig.
- 2014: Muster möglicher Filmwelten.  Buch über die Experimentalfilme Anfang der sechziger Jahre an der Technischen Hochschule Stuttgart. In Zusammenarbeit mit Hansjörg Mayer und Rainer Wössner. Verlag Buchhandlung Walter König Köln.[11]
- 2015: Präsentation von Muster möglicher Filmwelten, Kunstmuseum Stuttgart. WORT SATZ FILM  Der Fisch fliegt steil, Jetzt ist das Jetzt – Jetzt, Der plötzliche Spaziergang, Der Monolog der Terry Jo. Vorführung der Filme im Literaturarchiv Saar-Lor-Lux-Elsass der Universität des Saarlandes und im Kino „achteinhalb“ Saarbrücken.
- 2015: Vergangenheit ist immer. Essay über Philippe Claudel und seinen Roman „Brodecks Bericht“ in dem Band „Übergänge, Brüche, Annäherungen“,  herausgegeben von Hermann Gätje und Sinkander Singh. Literaturarchiv Saar-Lor-Lux-Elsass der Universität des Saarlandes.[12]
- 2016: Beteiligung an der internationalen Ausstellung Type Motion in Taipei mit: Der Fisch fliegt steil; Jetzt ist das Jetzt – Jetzt; Der Monolog der Terry Jo.
- 2017: Beteiligung an der Ausstellung „The Smell of Ink“ des Konkreten Künstlers und Verlegers Hansjörg Mayer im ZKM Karlsruhe mit den Filmen „Der Fisch fliegt steil“; „Jetzt ist das Jetzt – Jetzt“; „Der Monolog der Terry Jo“.[13]
- 2017: Wort Satz Film, Nebenwege zur Filmsprache. In: Schreibheft, Zeitschrift für Literatur, Nr. 89, herausgegeben von Norbert Wehr, Rigodon-Verlag, Essen 2017. ISBN 978-3-924071-46-2, ISSN 0174-2132, S. 125–132.
- 2017: Gesichter Lothringens, unterwegs auf Haupt- und Nebenwegen, Geistkirch Verlag, Saarbrücken 2017, ISBN 978-3-946036-73-9 (Buch mit Fotos und Artikeln über bekannte und unbekannte Orte in Lothringen.)